# Bani (Ardesio)
Bani (Bà in dialetto bergamasco) è una frazione di Ardesio in provincia di Bergamo, all'interno del  parco delle Orobie.
Situato a 1025 m di altitudine, Bani si trova nella valle laterale di Valcanale percorsa dal torrente dell'Acqualina. Il piccolo centro è noto per aver avuto tra la fine dell'Ottocento e il 1934 come parroco don Francesco Brignoli detto anche in dialetto bergamasco "ol pret di Bà" a cui è dedicato l'omonimo museo.

## Territorio
Le abitazioni della frazione sono molto vicine e quindi il piccolo paese è formato da un'unica contrada ovvero Bani, la popolazione composta da 87 abitanti, è concentrata soprattutto intorno alla parrocchia che tuttora condivide con quella di Valcanale lo stesso parroco, e dista 4,5 km dal capoluogo del comune.
Alla frazione di Bani una volta faceva parte anche la località di Foppa, ora completamente disabitata.

## Monumenti e luoghi di interesse

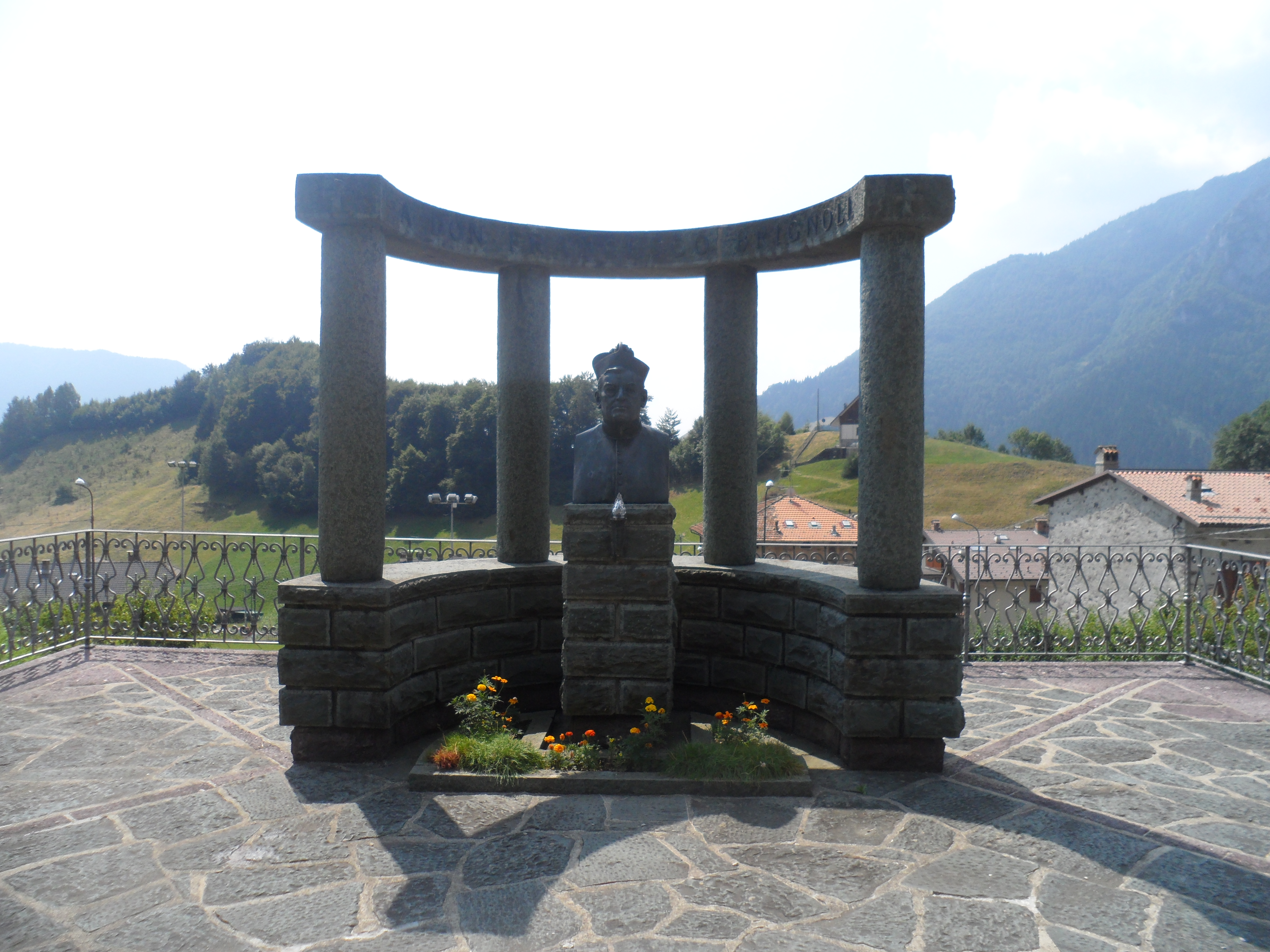
Monumento a don Francesco Brignoli

Nella frazione è presente la chiesa parrocchia dedicata a San Giovanni Battista. La vecchia chiesa di Bani indicata nella visita pastorale di san Carlo Borromeo avvenuta nel 1575, venne sistemata perché trovata quasi spoglia. L'attuale è stata edificata nel XVII secolo in un luogo differente dalla precedente sulla cui ubicazione non esistono tracce, venendo distrutta dalla frana del 1696. La chiesa conserva la tela Madonna della cintura, santa Monica, sant'Agostino e anime purganti opera di anonimo bergamasco detto maestro di Ardesio di buona realizzazione.  Il dipinto raffigura la Vergine con il Bambino con gli abiti della tradizione contadina bergamasca.
L'altare maggiore della chiesa datato 1710 di scuola fantoniana conserva ancora nel museo di Rovetta i disegni.

Vicino al cimitero si trova un monumento per ricordare don Francesco Brignoli, e accanto alla chiesa vi è il museo dedicato ai quarantaquattro anni che il sacerdote abitò la frazione, vi sono conservati i suoi scritti, le sue lettere e i suoi breviari.
La frazione Bani contava 120 abitanti nel XVI secolo aumentando fino a diventare circa 350 alla fine dell'Ottocento. Lentamente vi fu un'ulteriore migrazione, che ha riportato la contrada a una popolazione intorno ai 100 abitanti.

## Cultura e tradizioni
Ogni seconda domenica di agosto c'è la ricorrenza della Madonna della cintura e nella vigilia hanno luogo i fuochi d'artificio.

Altrettanto famoso è il "Caneal d'ol magnà", una rappresentazione drammatica dell'ultima domenica di Carnevale e con il "testament del Bertulì" in questa occasione si vuole rappresentare il riscatto della povera gente sulle autorità usurpatrici.
La vita di don Francesco Brignoli, che viene riconosciuto con il toponimo della frazione, ha condizionato la vita dei suoi abitanti portando la località  all'interesse di tutta la bergamasca.

### Francesco Giuseppe Brignoli (1853-1934)- Ol pret di Bà
Francesco Giuseppe Brignoli fu un sacerdote che visse 44 anni nella piccola frazione, dove i fatti della sua vita vivono nel ricordo e vengono tramandati  dai racconti di chi l'ha conosciuto, e dai documenti conservati nel piccolo museo. Per la sua vita e le opere, venne paragonato al curato di Ars.
Nacque il 19 gennaio 1853 da Giuseppe e da Caterina Bosio in una piccola frazione sopra Peia, dove coltivò la devozione al Santuario 
della Madonna delle Grazie. Entrò nel seminario di Bergamo a sedici anni, dove insegnava lo zio sacerdote, incontrando le difficoltà che hanno i ragazzi cresciuti nelle famiglie contadine ad adattarsi alle regole rigide e severe dei collegi. Seguì poi corsi di filosofia e morale. 
Venne ordinato sacerdote il 22 maggio 1880 e mandato a Barzizza con l'incarico di maestro a Leffe, e nel 1885 venne trasferito a Peia come coadiutore e come maestro comunale di Leffe. Ma la sua salute divenne sempre più cagionevole, e ammalatosi di tubercolosi, fu trasferito, l'antivigilia di Natale, del 1890 alla piccola frazione dei Bani. Il prete giunse malato e povero, in questa frazione di montagna, dove il clima non era certamente favorevole, e dove gli uomini per mantenere le famiglie erano costretti a migrare all'estero. Venne accolto dalla modesta gente del luogo, con semplicità, e con semplicità lui iniziò una ricca esperienza di vita, non sempre apprezzata e approvata dalle autorità  ecclesiastiche, anche se importante sarà il suo scambio epistolare con papa Giovanni XXIII, quando era nunzio apostolico.

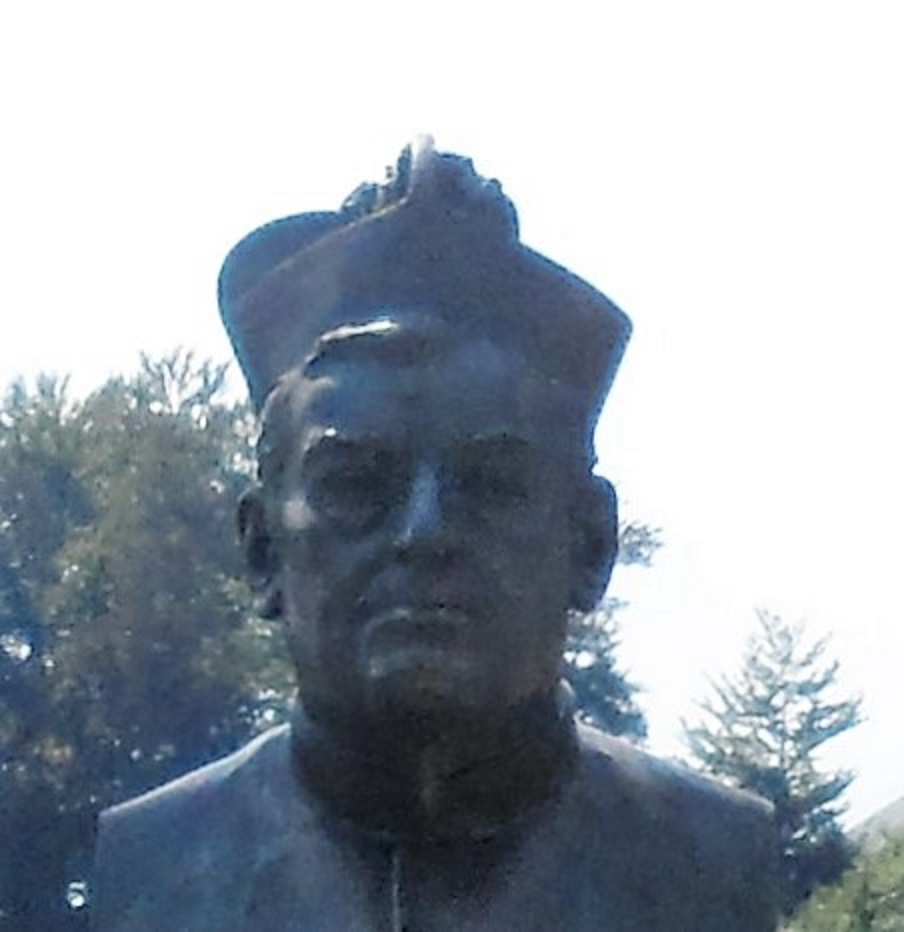
Particolare del busto di don Francesco Brignoli della frazione Bani di Ardesio, opera dello scultore Angelo Franco.

Don Brignoli si fece carico dei problemi del luogo, trasformando le abbondanti offerte che giornalmente riceveva (fino a 500lire), nei servizi che erano di prima necessità. Contribuì alla costruzione dell'acquedotto, e a installare il servizio dell'energia elettrica in ogni casa. Pagò alle donne, il viaggio per poter andare a visitare i mariti lavoratori all'estero, così come contribuì finanziariamente a costruire la chiesa di Gandellino e di Pianico.
La sua casa divenne il centro della piccola comunità, ma la sua carità presto divenne conosciuta anche al di fuori, e iniziò così un pellegrinaggio di bisognosi che ogni giorno salivano fino alla frazione, per ascoltare le sue parole, per ottenere quei consigli che erano considerati chiaroveggenza, o per ottenere guarigioni miracolose. La piccola frazione composta da un centinaio di persone, si trasformerà nel centro della valle. Don Brignoli, che veniva chiamato ol pret di Ba veniva anche nominato come il prete santo, anche se la chiesa prese sempre le distanze da questa fama, la gente comune lo considerava santo, perché sapeva giornalmente muovere un fiume di persone.
Proprio a lui si rivolse la madre del vescovo Luigi Morstabilini, quando il figlio espresse il desiderio di diventare sacerdote, e a lui predisse una carriera ecclesiastica.
Don Brignoli viene ricordato anche per la sua attenzione verso i bambini, li voleva sempre vicini a sé, e fu infatti dedicata a loro l'ultima sua lettera.
Il sacerdote morì il 2 gennaio 1934, in estrema povertà, e con lui si spense quel lume che teneva acceso alla finestra della sua casa, dal giorno del suo arrivo ai Bani, come segno vivo di presenza nella comunità. Ai funerali presenziarono migliaia di persone, mancò quella che era la chiesa ufficiale. La sua casa è ora proprietà del seminario vescovile di Bergamo, diventando luogo di incontro e di comunità per i giovani seminaristi.